# Lưu Kinh Bình (đạo diễn nghệ thuật)
Lưu Kinh Bình (刘京平) là 1 đạo diễn nghệ thuật người Trung Quốc bắt đầu hoạt động trong lĩnh vực điện ảnh và truyền hình từ năm 1983. Ông từng tham gia các phim Túy quyền II Ba chị em họ Tống... Năm 2007 ông được đề cử giải Kim Kê, Bách Hoa cho chỉ đạo thuật xuất sắc nhất.

## Sự nghiệp
Lưu Kinh Bình gia nhập giới nghệ thuật từ năm 1983, đến năm  2009 nhờ bộ phim điện ảnh Họa Bì đã mang về ông đề cử chỉ đạo nghệ thuật xuất sắc nhất tại giải thưởng Kim Tượng. Năm 2016 ông đảm nhận vai trò chỉ đạo nghệ thuật cho bộ phim võ thuật cổ trang "Anh hùng xạ điêu 2017". Năm 2022 ông tham gia chỉ đạo nghệ thuật cho bộ phim Mộng Hoa Lục, ngoài ra ông còn chỉ đạo nghệ thuật cho nhiều bộ phim truyền hình và điện ảnh lớn nhỏ khác như: Long môn phi giáp, Trường Ca Hành, Tứ Đại Danh Bổ, Tần thời Minh Nguyệt..

## Tác phẩm
| Năm  | Phim                               | Chức vụ             |
| ---- | ---------------------------------- | ------------------- |
| 2003 | Tân Trác Mỹ Án                     | Đạo diễn nghệ thuật |
| 2004 | Duyên Sát Ngữ Sử                   | Đạo diễn nghệ thuật |
| 2005 | Vương Gia tới                      | Đạo diễn nghệ thuật |
| 2005 | Nhiếp Nhĩ                          | Đạo diễn nghệ thuật |
| 2006 | Nhị vị hoàng đế                    | Đạo diễn nghệ thuật |
| 2006 | Lý Hương Lan                       | Đạo diễn nghệ thuật |
| 2006 | Hoắc Nguyên Giáp                   | Đạo diễn nghệ thuật |
| 2007 | Trả lại ngọc trai                  | Đạo diễn nghệ thuật |
| 2007 | Gia Đình Có Con Gái Hạnh Phúc      | Đạo diễn nghệ thuật |
| 2008 | Vùng đất của gió                   | Đạo diễn nghệ thuật |
| 2008 | Hạnh phúc                          | Đạo diễn nghệ thuật |
| 2011 | Dawnlore                           | Đạo diễn nghệ thuật |
| 2011 | Doanh Hoàn Chi chí                 | Đạo diễn nghệ thuật |
| 2012 | Uyên Ương Phối                     | Đạo diễn nghệ thuật |
| 2013 | Thiên kim nữ tặc                   | Đạo diễn nghệ thuật |
| 2013 | Long môn phi giáp                  | Đạo diễn nghệ thuật |
| 2014 | Nữ Y Minh Phi Truyện               | Đạo diễn nghệ thuật |
| 2014 | Đạo mộ bút ký                      | Đạo diễn nghệ thuật |
| 2014 | Tần thời Minh Nguyệt               | Đạo diễn nghệ thuật |
| 2015 | Những đám mây                      | Đạo diễn nghệ thuật |
| 2015 | Thanh Vân chí                      | Đạo diễn nghệ thuật |
| 2016 | Anh hùng xạ điêu 2017              | Đạo diễn nghệ thuật |
| 2016 | Trạch Thiên Ký                     | Đạo diễn nghệ thuật |
| 2017 | Thiên kê chi Bạch Xà truyền thuyết | Đạo diễn nghệ thuật |
| 2017 | Hải đường kinh vũ yên chi thấu     | Đạo diễn nghệ thuật |
| 2017 | Độc Cô hoàng hậu                   | Đạo diễn nghệ thuật |
| 2017 | Na Tra Hàng Yêu Ký                 | Đạo diễn nghệ thuật |
| 2018 | Tuyên Võ Môn                       | Đạo diễn nghệ thuật |
| 2018 | Thính Tuyết Lâu                    | Đạo diễn nghệ thuật |
| 2018 | Tân Ỷ Thiên Đồ Long ký 2019        | Đạo diễn nghệ thuật |
| 2019 | Lưu Ly mỹ nhân sát                 | Đạo diễn nghệ thuật |
| 2019 | Love in Between                    | Đạo diễn nghệ thuật |
| 2019 | You Are My Eternal Star            | Đạo diễn nghệ thuật |
| 2020 | Trường ca Hành                     | Đạo diễn nghệ thuật |
| 2021 | Mộng Hoa Lục                       | Đạo diễn nghệ thuật |

| Năm  | Phim                                  | Chức vụ                      |
| ---- | ------------------------------------- | ---------------------------- |
| 2004 | Thất kiếm                             |                              |
| 2007 | Họa bì                                | Đạo diễn nghệ thuật          |
| 2008 | Liên đoàn máu                         | Đạo diễn nghệ thuật          |
| 2008 | Cơ khí hiệp                           | Đạo diễn nghệ thuật          |
| 2009 | Việt quang bảo hạp                    | Đạo diễn nghệ thuật          |
| 2009 | Thiên tiên kỳ hiệp                    | Đạo diễn nghệ thuật          |
| 2010 | Quan Vân Trường                       | Đạo diễn nghệ thuật          |
| 2010 | Đảo tình yêu                          | Chuyên gia tư vấn nghệ thuật |
| 2011 | Giang Hồ Thất Quá                     | Đạo diễn nghệ thuật          |
| 2011 | Đông Thành Tây Tựu 2011               | Đạo diễn nghệ thuật          |
| 2012 | Tử chiến đài Hades                    | Đạo diễn nghệ thuật          |
| 2012 | Tứ đại danh bổ 2, 3                   | Đạo diễn nghệ thuật          |
| 2015 | Tế công chi nhân hoàng đỉnh           | Đạo diễn nghệ thuật          |
| 2017 | The War Of Loong                      | Đạo diễn nghệ thuật          |
| 2017 | Dynasty Warriors: Chiến binh Tam Quốc | Đạo diễn nghệ thuật          |
| 2018 | Thục Sơn phu ma thiên                 | Đạo diễn nghệ thuật          |

## Giải thưởng
| Giải thưởng                 | Hạng mục                         | Phim    | kết quả |
| --------------------------- | -------------------------------- | ------- | ------- |
| Kim Kê Bách Hoa             | Chỉ đạo nghệ thuật xuất sắc nhất | Họa bì. | Đề cử   |
| Kim Tượng                   | Chỉ đạo nghệ thuật xuất sắc nhất | Họa bì. | Đề cử   |
| Giải thưởng Điện ảnh Châu Á | Chỉ đạo nghệ thuật xuất sắc nhất | Họa bì. | Đề cử   |